# A Fish Story (film 1909)
A Fish Story è un cortometraggio muto del 1909. Il nome del regista non viene riportato nei credit del film.

## Trama
Jack va a pesca nonostante la moglie glielo abbia proibito. Due suoi amici che lo hanno seguito di nascosto gli giocano una serie di scherzi cambiando i pesci che pesca con scarpe vecchie o altri oggetti. Poi mettono zizzania tra lui e la moglie. La donna, gelosa, litiga con il marito ma alla fine le cose vengono messe in chiaro quando i due capiscono il ruolo dei due amici burloni.

## Produzione
Il film fu prodotto dalla Lubin Manufacturing Company.

## Distribuzione
Distribuito dalla Lubin Manufacturing Company, il film - un cortometraggio della lunghezza di 155 metri - uscì nelle sale cinematografiche statunitensi il 27 settembre 1909. Nelle proiezioni, veniva programmato con il sistema dello split reel, accorpato in un'unica bobina con un altro cortometraggio prodotto dalla Lubin, la commedia Old Love Letters.